# 菲利普·肖瓦特·亨奇
菲利普·肖瓦特·亨奇（英語：Philip Showalter Hench，1896年2月28日—1965年3月30日），美国医生，1920年獲得匹茲堡大學醫學博士。由于发现肾上腺皮质激素及其结构和生理效应，他与爱德华·卡尔文·肯德尔、塔德乌什·赖希施泰因共同获得了1950年诺贝尔生理学或医学奖。